# Middle Rocks
Les Middle Rocks (en malais : Batuan Tengah ; en chinois : 中岩礁) sont deux rochers inhabités, distants de 250 mètres, situés dans la partie orientale du détroit de Singapour, à la limite occidentale de la mer de Chine méridionale. Revendiqués par la Malaisie et Singapour, ils ont été finalement attribués à la Malaisie par la Cour internationale de justice en 2008.
Les rochers se trouvent à 14,8 kilomètres au Sud-Est de l'état malaisien de Johor, et à 1,1 kilomètre au Sud de Pedra Branca. Leur altitude est comprise entre 0,6 et 1 mètre.